# Vítovka

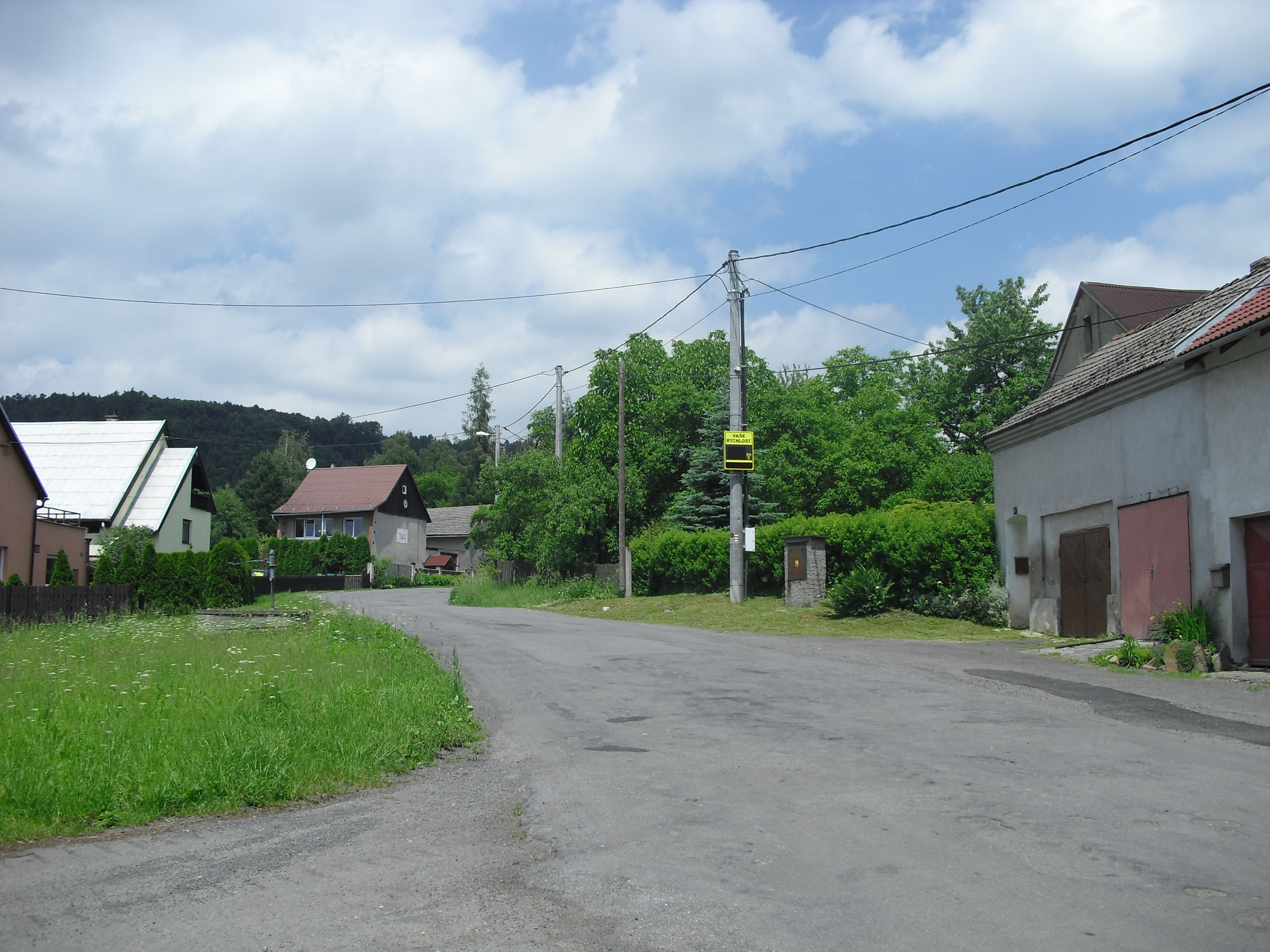
Dorfstraße

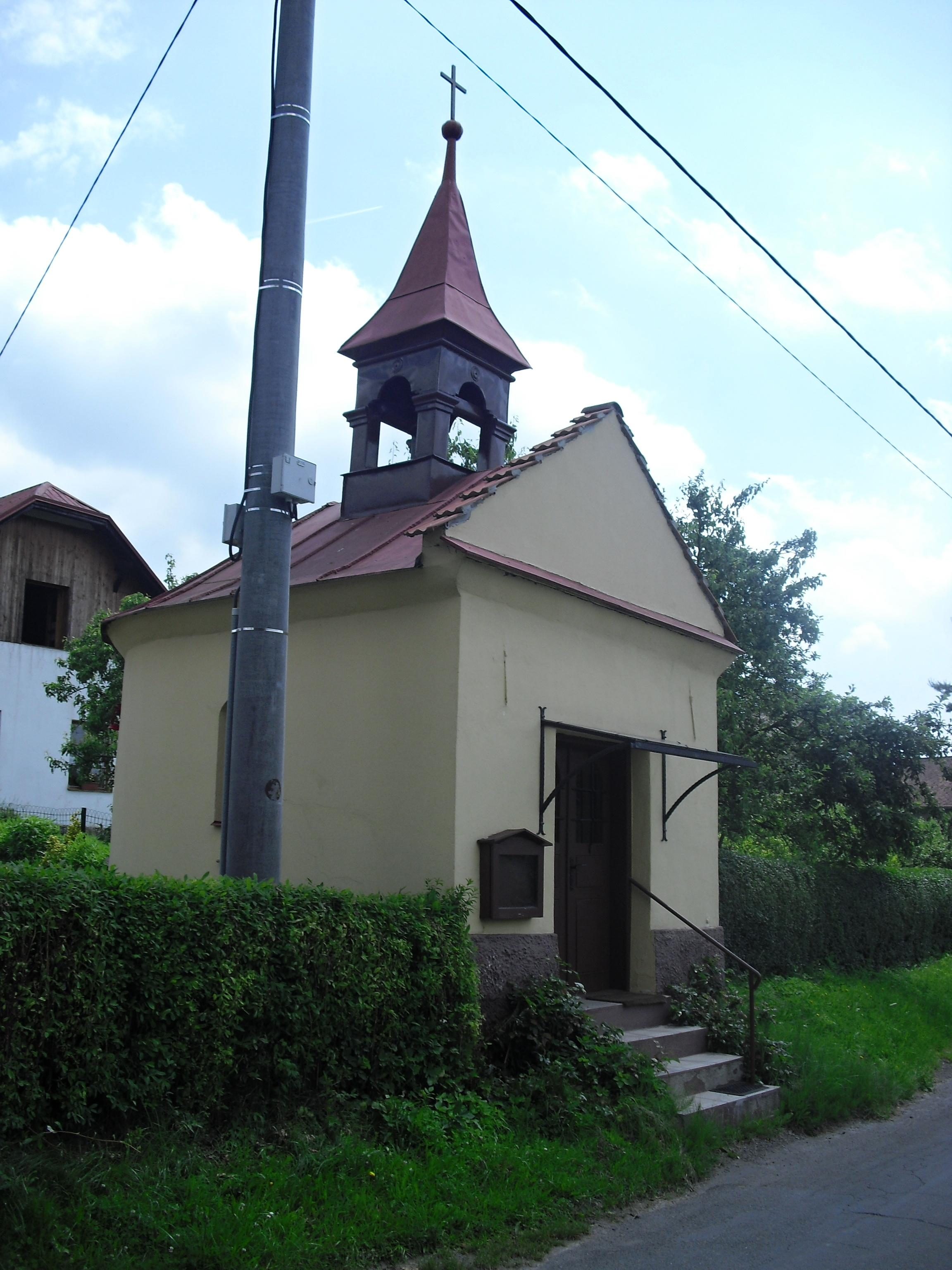
Kapelle der hl. Schutzengel

Vítovka, bis 1949 Vítberk (deutsch Werdenberg), ist ein Ortsteil der Stadt Odry in Tschechien. Er liegt zweieinhalb Kilometer nördlich von Odry und gehört zum Okres Nový Jičín. 

## Geographie
Vítovka erstreckt sich rechtsseitig des Baches Vítovka am Fuße der Vítkovská vrchovina (Wigstadtler Bergland). Nordöstlich erhebt sich der Nad Vítovkou (Taschendorfer Berg, 447 m n.m.), im Südosten der Vladař (467 m n.m.), westlich der Heřmanický kopec (469 m n.m.) und im Nordwesten der Chrastavec (532 m n.m.). Am östlichen Ortsrand befindet sich der Teich Vítovka. Das Dorf liegt im Naturpark Oderské vrchy.
Nachbarorte sind Véska und Slezské Vlkovice im Norden, Moravské Vlkovice und Tošovice im Nordosten, Hvězdová im Osten, Kletné und Pohoř im Südosten, Odry im Süden, Loučky im Südwesten, Kolonka, Nová Ves und Jakubčovice nad Odrou im Westen sowie Heřmánky und Heřmanice u Oder im Nordwesten.

## Geschichte
Der Meierhof Werdenberg wurde in der zweiten Hälfte des 17. Jahrhunderts durch den Besitzer der Herrschaft Odrau, Peter Graf von Werdenberg angelegt. Friedrich Carl Johann Amadeus Graf Lichnowsky ließ 1766 einen Teil des Werdenberger Hofes parzellieren und die Kolonie Werdenberg gründen. Die nördlich des Hofes entlang der Troppauer Straße auf Dominikalgründen entstandene Kolonie bestand aus 24 Häusern und einer Schenke. Anfänglich gehörte Werdenberg zur Gemeinde Taschendorf, bildete dann ab 1770 eine eigene Ortsgemeinde. Das seit dieser Zeit verwendete Ortssiegel zeigte ein Pferd im Sprung. Wegen der kurz darauf vorherrschenden Teuerung waren die Häusler nicht mehr in der Lage ihre Abgaben an die Herrschaft zu entrichten; Graf Lichnowsky drohte deshalb 1773 die Einziehung der Grundstücke an. Sechs der Häuser waren bereits wieder verlassen. Im Jahre 1781 erfolgte die Hausnummerierung.
Im Jahre 1834 bestand die Kolonie Werdenberg aus 24 kleinen Häusern, in denen 182 deutschsprachige Personen lebten. Haupterwerbsquellen waren der Ackerbau, die Viehzucht und der Obstbau. Im Ort gab es einen Meierhof. Pfarrort war Oderau, die Kinder waren nach Lautsch eingeschult. Bis zur Mitte des 19. Jahrhunderts blieb Werdenberg der Minderherrschaft Oderau untertänig.
Nach der Aufhebung der Patrimonialherrschaften bildete Werdenberg / Vitberk ab 1849 einen Ortsteil der Gemeinde Taschendorf im Gerichtsbezirk Odrau. 1867 löste sich Werdenberg von Taschendorf los und bildete eine eigene politische Gemeinde. Ab 1869 gehörte Werdenberg zum Bezirk Troppau. Zu dieser Zeit hatte das Dorf 235 Einwohner und bestand aus 25 Häusern. 1886 erfolgte der Abbruch des baufälligen Glockenturmes, an seiner Stelle entstand die Kapelle. Den Werdenberger Hof erwarb zu dieser Zeit Franz Graf von Sickingen. Im Jahre 1900 lebten in Werdenberg / Vítberk 171 Personen; 1910 waren es 192. Auf Grund der gestiegenen Zahl der Kinder erfolgte 1912 der Bau einer eigenen Schule. Beim Zensus von 1921 lebten in den 26 Häusern der Gemeinde 157 Menschen, darunter 154 Deutsche und ein Tscheche. Im Jahre 1930 bestand Werdenberg aus 27 Häusern und hatte 179 Einwohner; 1939 waren es 185.  Nach dem Münchner Abkommen wurde die Gemeinde 1938 dem Deutschen Reich zugesprochen und gehörte bis 1945 zum Landkreis Neu Titschein. Nach dem Ende des Zweiten Weltkrieges kam Vítberk zur Tschechoslowakei zurück, die meisten der deutschsprachigen Bewohner wurden 1946 vertrieben und das Dorf neu besiedelt. 1949 erfolgte die Umbenennung in Vítovka. Im gleichen Jahr wurde Vítovka dem neu gebildeten Okres Vítkov zugeordnet, der bei der Gebietsreform von 1960 wieder aufgehoben wurde. Im Jahre 1950 hatte das Dorf nur noch 140 Einwohner. Ab 1961 gehörte Vítovka wieder zum Okres Nový Jičín, mit Beginn des Jahres 1963 wurde das Dorf nach Odry eingemeindet. Beim Zensus von 2001 lebten in den 43 Häusern von Vítovka 123 Personen. Im Jahre 2017 hatte der Ortsteil 200 Einwohner.

## Ortsgliederung
Der Ortsteil Vítovka ist Teil des Katastralbezirkes Odry.

## Sehenswürdigkeiten
- Kapelle der hl. Schutzengel, errichtet 1886 anstelle eines hölzernen Glockenturmes. 1995 wurde sie saniert.
- Steinernes Kreuz, an der Kreuzung am Hof
- Marterl, an der Straße nach Vlkovice
- Gedenkstein für die Gefallenen des Ersten Weltkrieges, er wurde 1993 wiederhergestellt
- Teich Vítovka, er dient als Badegewässer